# ديفيد دونالد
ديفيد دونالد (بالإنجليزية: David Donald)‏ (9 نوفمبر 1987 بأبردين في المملكة المتحدة - ) هو لاعب كرة قدم بريطاني في مركز الدفاع. لعب مع نادي أبردين ونادي بيترهيد ‏.

## وصلات خارجية
- ديفيد دونالد على موقع قاعدة بيانات كرة القدم.إي يو (الإنجليزية)
- ديفيد دونالد على موقع Soccerbase.com (لاعب) (الإنجليزية)